# John Rarick
John Richard Rarick (Waterford, 29 gennaio 1924 – St. Francisville, 14 settembre 2009) è stato un politico statunitense, membro della Camera dei Rappresentanti per lo stato della Louisiana dal 1967 al 1975.

## Biografia

### Primi anni
Nato nell'Indiana, dopo la scuola Rarick si arruolò nell'esercito. Prese parte all'offensiva delle Ardenne, venendo trattenuto come prigioniero. Al termine della seconda guerra mondiale, venne decorato con la Bronze Star Medal e con il Purple Heart.
Studiò presso l'Università statale della Louisiana e si laureò in giurisprudenza all'Università Tulane, per poi intraprendere la professione di avvocato. Nel 1961 divenne giudice distrettuale, posizione che mantenne per i successivi cinque anni. Nel 1962, Rarick fece parte del consiglio di amministrazione del Consiglio dei Cittadini Bianchi della Louisiana.

### Carriera politica
Entrato in politica con il Partito Democratico, nel 1966 Rarick si candidò alla Camera dei Rappresentanti accusando il deputato in carica James H. Morrison di essere troppo inclusivo sui temi razziali. Morrison aveva infatti votato a favore del Voting Rights Act del 1965, che garantiva il diritto di voto per le minoranze. In campagna elettorale, il suprematista Rarick cercò di accostare la figura di Morrison al Presidente Lyndon B. Johnson, che era divenuto impopolare tra i democratici conservatori del Sud; a sua volta, Morrison dipinse Rarick come un carpetbagger dell'Indiana ed un membro del Ku Klux Klan. Rarick negò di appartenere al Ku Klux Klan, ma non si espresse contro il gruppo né contro i suoi metodi.
Al primo turno delle primarie, Morrison mancò la maggioranza assoluta per 1.880 voti; oltre seimila voti furono espressi per un altro candidato di nome James E. Morrison, pertanto i commentatori sostennero che molti avessero voluto votare il deputato in carica facendo confusione per via dell'omonimia.
Al ballottaggio, Morrison cercò di giustificare il suo sostegno al suffragio universale sottolineando come si fosse in passato opposto ad altre leggi sui diritti civili; Rarick mise in evidenza il suo prestigioso passato militare e attaccò l'avversario definendolo un alleato del "blocco elettorale del potere nero".
Al termine della competizione, Rarick prevalse su Morrison con il 51,2% delle preferenze. Essendo all'epoca la Louisiana uno stato estremamente favorevole ai democratici, tale affermazione era previsione pressoché certa della vittoria nelle elezioni generali, che infatti si verificò quando Rarick sconfisse l'avversario repubblicano a novembre.
Nel 1967, Rarick si candidò infruttuosamente alla carica di governatore della Louisiana, venendo sconfitto nettamente dal democratico in carica John McKeithen, che si aggiudicò oltre l'80% dei voti. Durante quella campagna elettorale, denunciò di aver subito un attacco da alcuni uomini che gli avevano sparato addosso da un'automobile.
Fu riconfermato deputato per altri tre mandati. Durante la sua permanenza al Congresso, Rarick si fece notare per il suo strenuo appoggio al segregazionismo e si espresse sovente con attacchi razziali a noti esponenti afroamericani ed ebrei, tra cui il giudice della Corte Suprema Thurgood Marshall e l'attivista Martin Luther King. Ottenne l'appoggio economico del negazionista dell'Olocausto Willis Carto ed avallò le tesi secondo cui i comunisti cercavano di avvelenare gli americani fluorizzando l'acqua. I registri dell'FBI confermarono in seguito che Rarick era effettivamente un membro del Ku Klux Klan e che lavorava con il Silver Dollar Group, un'organizzazione scissionista del Klan responsabile della morte di almeno otto persone di colore lungo il confine tra Louisiana e Mississippi tra il 1964 e il 1967. Nel 1972, il deputato Charles Diggs definì apertamente John Rarick come "il principale razzista del Congresso" dopo che questi aveva sostenuto che i "musulmani neri" avrebbero potuto ottenere il controllo di Washington, se alla città fosse stato concesso l'autogoverno.
Nel 1974, Rarick si candidò per un quinto mandato ma venne sconfitto nelle primarie dall'avversario progressista Jeff LaCaze, che a sua volta perse le elezioni contro il repubblicano Henson Moore. Due anni più tardi, Rarick tentò di tornare al Congresso presentandosi come candidato indipendente, ma finì terzo alle spalle di Richard A. Tonry e Bob Livingston.
In occasione delle presidenziali del 1980, si candidò senza successo sotto il simbolo del Partito Indipendente Americano. Nel 1991, appoggiò pubblicamente la candidatura del Gran Maestro del Ku Klux Klan David Duke alla carica di governatore.
John Rarick morì nel settembre del 2009, all'età di ottantacinque anni.